# Campionati mondiali di bob 1950
I Campionati mondiali di bob 1950, undicesima edizione della manifestazione organizzata dalla Federazione Internazionale di Bob e Skeleton, si sono disputati a Cortina d'Ampezzo, in Italia, sulla Pista olimpica Eugenio Monti, il tracciato sul quale si svolsero le rassegne iridate maschili del 1937, unicamente nel bob a due, e del 1939, soltanto nel bob a quattro. La località italiana ha ospitato quindi le competizioni mondiali per la seconda volta nel bob a due uomini e nel bob a quattro.
L'edizione ha visto prevalere a pari merito gli Stati Uniti e la Svizzera, entrambe le nazioni vincitrici di un oro, un argento e un bronzo sulle sei medaglie assegnate in totale. I titoli sono stati infatti conquistati nel bob a due uomini dagli elvetici Fritz Feierabend e Stephan Waser e nel bob a quattro dagli statunitensi  Stanley Benham, Patrick Martin, James Atkinson e William D'Amico.

## Risultati

### Bob a due uomini
| Pos. | Atleti                         | Nazione     |
| ---- | ------------------------------ | ----------- |
|      | Fritz Feierabend Stephan Waser | Svizzera    |
|      | Stanley Benham Patrick Martin  | Stati Uniti |
|      | Fred Fortune William D'Amico   | Stati Uniti |

### Bob a quattro
| Pos. | Atleti                                                       | Nazione     |
| ---- | ------------------------------------------------------------ | ----------- |
|      | Stanley Benham Patrick Martin James Atkinson William d'Amico | Stati Uniti |
|      | Fritz Feierabend Albert Madörin Romi Spada Stephen Waser     | Svizzera    |
|      | Franz Kapus Franz Stöckli Hans Bolli Heinrich Angst          | Svizzera    |

## Medagliere
| Posizione | Nazione     | Oro | Argento | Bronzo | Totale |
| --------- | ----------- | --- | ------- | ------ | ------ |
| 1         | Stati Uniti | 1   | 1       | 1      | 3      |
| 1         | Svizzera    | 1   | 1       | 1      | 3      |
| Totale    | Totale      | 2   | 2       | 2      | 6      |